# Raspail (metropolitana di Parigi)
Raspail è una stazione della metropolitana di Parigi sulle linee 4 e 6, sita nel XIV arrondissement di Parigi.

## La stazione
La stazione venne inaugurata nel 1906 ed il suo nome rende omaggio a François-Vincent Raspail, chimico e uomo politico francese del XIX secolo.
La stazione è attualmente in fase di ristrutturazione.

## Accessi
- 234 e 241, boulevard Raspail

## Interconnessioni
- Bus RATP - 68

## Galleria d'immagini

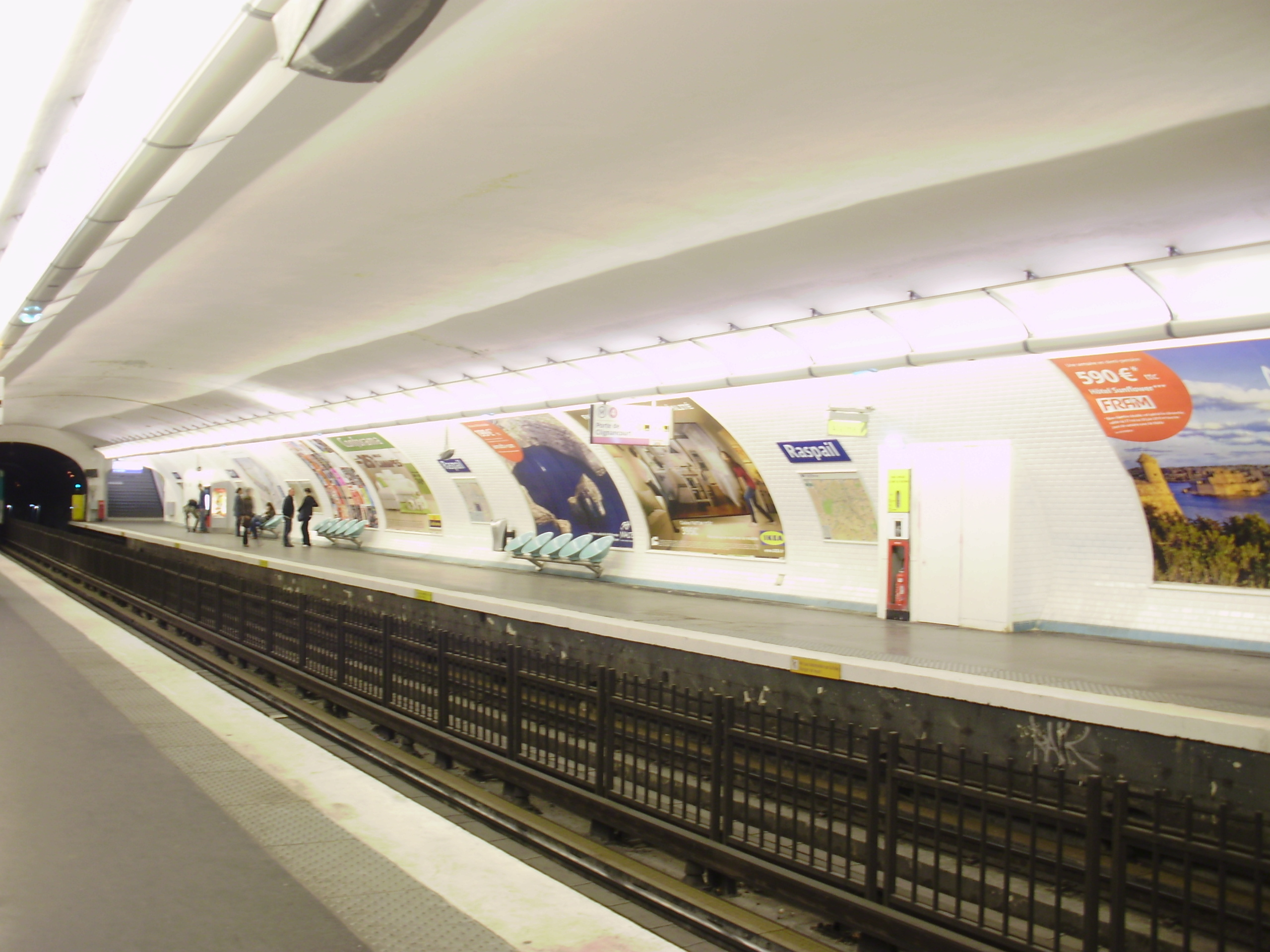
Banchina della linea 4
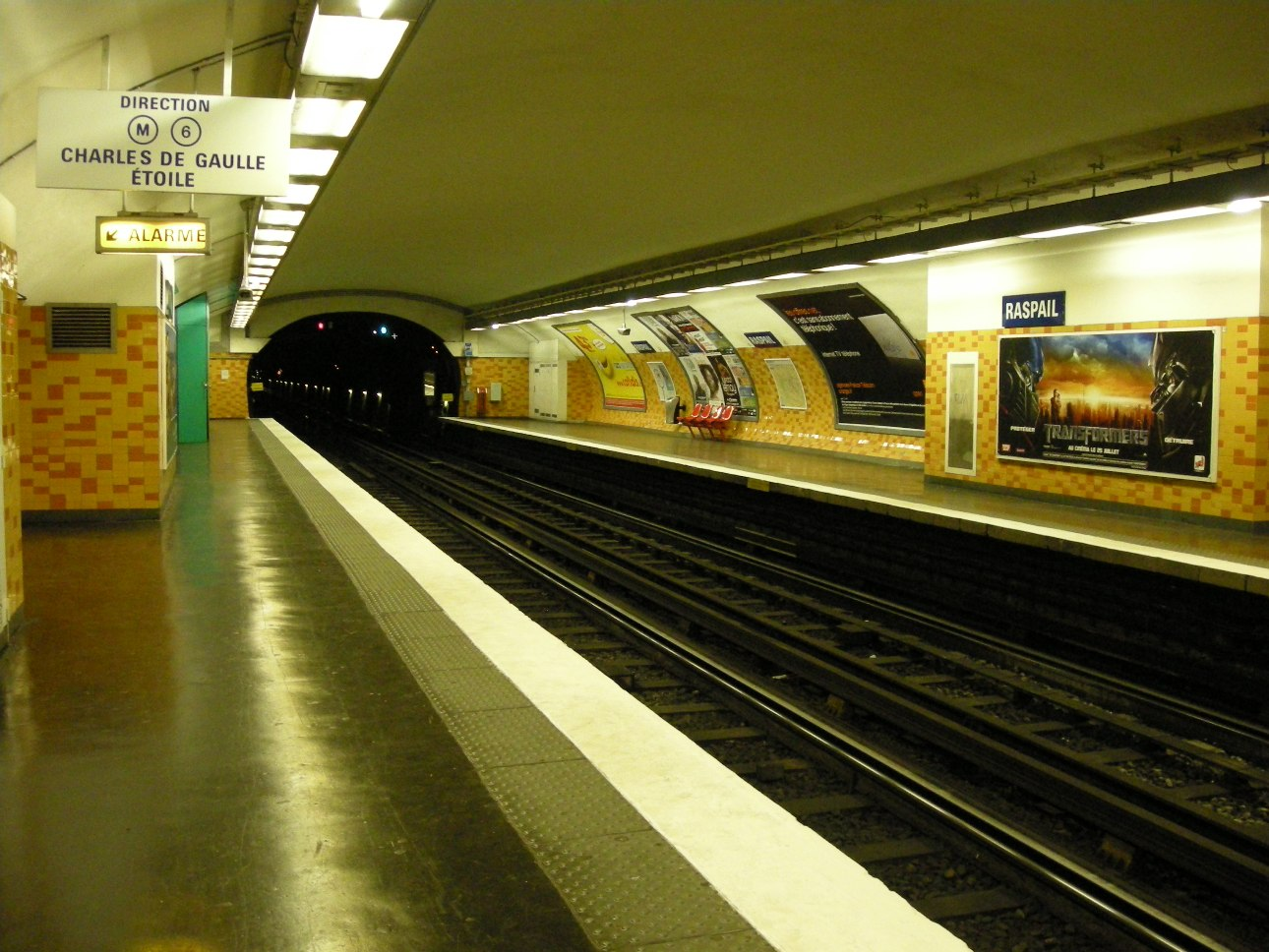
Banchina della linea 6